# Следва
„Следва“ е българско „списание за университетска култура“, създадено през 2001 г. и издавано от Издателския център на Нов български университет. Периодичност – 3 книжки годишно. Графичен дизайн Надежда Олег Ляхова. ISSN 1311-9060.
Амбицията на изданието е да създава пространство, в което четивността и академизмът не си противоречат, а плодотворно се допълват в полза на един по-широк авторски и читателски кръг; пространство, в което се вписват адекватно и строги академични текстове от вече утвърдени автори и първи стъпки на студенти.
Списанието има идеята да възроди дебата за университета. Водещите теми са изкуството, комуникациите, науките за човека, животът в Нов български университет. Списанието публикува материали, посветени на студентския живот в университетското пространство, лекции на известни учени и изследователи, текстове за киното, театъра, литературата и всичко, което може да бъде четено под знака за университетска култура.

## Редакционна колегия
- Биляна Курташева (главен редактор)
- Геновева Димитрова
- Камелия Николова
- Йордан Ефтимов
- Динамир Предов
- Веселина Василева

Редакционната колегия на първата книжка се състои от Биляна Курташева (главен редактор), Геновева Димитрова, Камелия Николова, Йордан Ефтимов и Веселина Василева.

## Редакционен съвет
- Богдан Богданов
- Михаил Неделчев
- Христо Тодоров
- Валерия Фол
- Антоний Тодоров
- Ирина Генова

Редакционният съвет на първата книжка се състои от Богдан Богданов, Михаил Неделчев, Валерия Фол и Антоний Тодоров.